# بلوک جدول تناوبی

نمایش بلوک‌های جدول تناوبی

بلوک‌های جدول تناوبی(به انگلیسی: Block) شیوه‌ای از دسته‌بندی عناصر در جدول تناوبی عناصر است. در این شیوه عناصر بر اساس اوربیتال لایه ظرفیتی که در حال پرشدن از الکترون است طبقه‌بندی می‌شوند. به عنوان مثال عناصر گروه‌های قلیایی و قلیایی خاکی که در آن‌ها به ترتیب اوربیتال‌های 1s و 2s در حال پر شدن هستند به گروه s تعلق دارند. در مجموع کل جدول به ۴ بلوک s، p ،d و f طبقه‌بندی می‌شود

## بلوک اس
بلوک s(به انگلیسی: s-block) یکی از بلوک‌های جدول تناوبی عناصر است که شامل دو گروه فلزات قلیایی و فلزات قلیایی خاکی است به علاوه هیدروژن و هلیوم.
| گروه | ۱     | ۲     | ۱۸   |
| ---- | ----- | ----- | ---- |
| دوره |       |       |      |
| ۱    | 1 H   |       | 2 He |
| ۲    | 3 Li  | 4 Be  |      |
| ۳    | 11 Na | 12 Mg |      |
| ۴    | 19 K  | 20 Ca |      |
| ۵    | 37 Rb | 38 Sr |      |
| ۶    | 55 Cs | 56 Ba |      |
| ۷    | 87 Fr | 88 Ra |      |

در این عناصر در حالت پایه تنها اوربیتال s در لایه ظرفیت دارند.